# Softs (álbum de Soft Machine)
Softs (1975) es el noveno álbum de estudio de Soft Machine.

## Lista de canciones
Todas por Karl Jenkins excepto donde se indica.
1. "Aubade" – 1:49
2. "The Tale of Taliesin" – 7:15
3. "Ban-Ban Caliban"  – 9:19
4. "Song of Aeolus"  – 4:29
5. "Out of Season" – 5:30
6. "Second Bundle" – 2:35
7. "Kayoo" (John Marshall) – 3:25
8. "The Camden Tandem" (John Etheridge / Marshall) – 1:50
9. "Nexus" – 0:47
10. "One Over the Eight" (Jenkins / Marshall / Etheridge / Alan Wakeman / Roy Babbington) – 5:26
11. "Etika" – 2:21 (Etheridge)